# V1005 Геркулеса
V1005 Геркулеса (лат. V1005 Herculis) — тройная звезда в созвездии Геркулеса на расстоянии приблизительно 1673 световых лет (около 513 парсек) от Солнца.
Пара первого и второго компонентов — двойная затменная переменная звезда типа W Большой Медведицы (EW). Видимая звёздная величина звезды — от +14,68m до +14,11m. Орбитальный период — около 0,279 суток (6,6951 часа).
Открыта Р. М. Роббом в 1997 году***.

## Характеристики
Первый компонент — жёлтый карлик спектрального класса G5, или G7*, или K1V*. Масса — около 1,05 солнечной, радиус — около 1 солнечного, светимость — около 0,78 солнечной. Эффективная температура — около 5535 K.
Второй компонент — жёлтый карлик спектрального класса G. Масса — около 0,28 солнечной, радиус — около 0,55 солнечного, светимость — около 0,26 солнечной. Эффективная температура — около 5560 K.
Третий компонент. Масса — не менее 0,45 солнечной*. Орбитальный период — около 18,1 года.